# 391 هـ
391 هـ هي سنة في التقويم الهجري امتدت مقابلةً في التقويم الميلادي بين سنتي 1000 و1001.

## مواليد
- أبو إسحاق الحبال
- أبو الوليد بن جهور
- عبد الرحمن المستظهر بالله